# Polystachya erythrocephala
Polystachya erythrocephala är en orkidéart som beskrevs av Victor Samuel Summerhayes. Polystachya erythrocephala ingår i släktet Polystachya och familjen orkidéer. Inga underarter finns listade i Catalogue of Life.